# ジョン・バスビー
ジョン・バスビー（John Busby, 1765年3月24日 - 1857年5月10日）は、鉱山のエンジニア。イギリスに生まれ、1824年にニューサウスウェールズ州へ移住した。
彼はシドニーに最初の効率的な上水道を造り、1837年に完成、"Busby's Bore"（シドニー2番目の上水道）として知られる。
彼は「オーストラリアワインの父」として知られるジェームズ・バスビーの父である。